# (7256) Bonhoeffer
(7256) Bonhoeffer ist ein Asteroid des inneren Hauptgürtels, der am 11. November 1993 von Freimut Börngen am Karl-Schwarzschild-Observatorium (IAU-Code 033) im Tautenburger Wald in Thüringen entdeckt wurde.
Der Asteroid ist nach dem lutherischen Theologen und Teilnehmer am deutschen Widerstand gegen den Nationalsozialismus Dietrich Bonhoeffer benannt.